# Order Drogocennej Korony
Order Drogocennej Korony, znany też pod nazwą Order Skarbu Korony (jap. 宝冠章 Hōkan Shō) – japoński order kobiecy. Mężczyźni również mogą być nim honorowani, lecz częściej są oni nagradzani wyższym w kolejności starszeństwa Orderem Wschodzącego Słońca.

## Historia i zasady nadawania
Order został ustanowiony 4 stycznia 1888 (21 rok okresu Meiji przez cesarza Meiji, zmieniony 3 listopada 2003 (15 rok okresu Heisei). Obecnie przyznawany nie tylko członkom rodziny cesarskiej, ale również, w wyjątkowych okolicznościach, osobistościom spoza Japonii. Jest on odpowiednikiem Orderu Wschodzącego Słońca przyznawanym kobietom. Początkowo miał 5 klas, lecz 13 kwietnia 1896 (29 rok ery Meiji) zakres został rozszerzony do 8 klas. Ówczesne odznaczenie najwyższej klasy zwane Kunittō Hōkan Shō (jap. 勲一等宝冠章) odpowiada dzisiejszemu Hōkan Daiju Shō (jap. 宝冠大綬章). Było ono nadawane księżniczkom z rodziny cesarskiej, biologicznym matkom cesarzy oraz żonom członków rodziny cesarskiej. W wyjątkowych okolicznościach order ten mogły otrzymać królowe (i pierwsze damy) innych państw.
Od 2003 order może być przyznawany kobietom z rodziny cesarskiej lub kobietom spoza Japonii (głównie z rodzin królewskich).

## Klasy odznaczeń
- I Klasa – Wielka Wstęga – Hōkan Daiju Shō (jap. 宝冠大綬章) – przyznawany kobietom w rodzinie cesarskiej.
- II Klasa – Piwonia – Hōkan Botan Shō (jap. 宝冠牡丹章) – przyznawany królowym.
- III Klasa – Bielinek – Hōkan Shirochō Shō (jap. 宝冠白蝶章)
- IV Klasa – Kwiat Słodlinu – Hōkan Tōka Shō (jap. 宝冠藤花章)
- V Klasa – Liść Moreli – Hōkan Kyōyō Shō (jap. 宝冠杏葉章)
- VI Klasa – Promień Fali – Hōkan Hakō Shō (jap. 宝冠波光章)
- VII Klasa (klasa zniesiona w 2003)
- VIII Klasa (klasa zniesiona w 2003)

## Baretki
Baretki sporządza się z żółtej wstążki z dwoma czerwonymi paskami po bokach
Na wstążkę nakładana jest rozetkę o wzorze charakterystycznym dla danej klasy (jest to typowe dla falerystyki japońskiej). Rozetki Klas I ÷ IV są identyczne, przy czym w Klasach I ÷ III umieszcza się je na podkładkach: złotej w Klasie I, złoto-srebrnej w Klasie II, srebrnej w Klasie III. Rozetki Klas IV ÷ VIII nakłada się bezpośrednio na wstążkę baretki. Dopuszczalne jest noszenie baretki "ogólnej", tj. bez rozetki określającej klasę Orderu.
| Baretki Orderu Skarbu Korony | Baretki Orderu Skarbu Korony | Baretki Orderu Skarbu Korony | Baretki Orderu Skarbu Korony | Baretki Orderu Skarbu Korony |
| ---------------------------- | ---------------------------- | ---------------------------- | ---------------------------- | ---------------------------- |
| I Klasa                      | II Klasa                     | III Klasa                    | IV Klasa                     |                              |
| V Klasa                      | VI Klasa                     | VII Klasa                    | VIII Klasa                   |                              |